# Pueblo Viejo (municipalité)
Pour les articles homonymes, voir Pueblo Viejo.
La municipalité de Pueblo Viejo est l'une des 212 municipalités de l'État de Veracruz, et est située dans la partie nord de cet État. Située à l'ouest du golfe du Mexique, elle appartient à sa plaine côtière, ainsi qu'au bassin versant du fleuve Río Pánuco, dont elle est riveraine. Elle est limitrophe au nord de l'État de Tamaulipas. Son chef-lieu est la ville de Ciudad Cuauhtémoc. Elle fait partie de la "Zona metropolitana de Tampico", aire urbaine qui regroupe autour de la ville de Tampico les municipalités faisant partie de sa sphère d'influence. Elle dépend de la région Huasteca Alta, du nom du peuple des Huaxtèques qui y est établi, et est une des 10 subdivisions administratives de l'État de Veracruz.

## Géographie

Bassin inférieur du Río Pánuco

La municipalité de Pueblo Viejo s'étend d'ouest en est sur la rive sud du fleuve Río Pánuco, qui lui sert de limite, et occupe la partie nord de la lagune de Pueblo Viejo, alimentée au sud par un autre cours d'eau. Cette lagune communique au nord par un chenal avec le Río Pánuco. Riveraine du golfe du Mexique, elle fait partie de sa plaine côtière, avec une altitude oscillant entre 10 et 100 mètres. Son chef-lieu, la ville de Ciudad Cuauhtémoc, qui se trouve sur la rive nord-est de la lagune de Pueblo Viejo et est intégré à la périphérie sud-est de l'agglomération de Tampico. Son territoire couvre une superficie de 289,28 km², et était peuplé en 2020 de 57 909 habitants.
Cette municipalité fait partie de la Zona metropolitana de Tampico (es), regroupant, dans l'État de Tamaulipas, les municipalités de Tampico, Altamira et Ciudad Madero, et dans l'État de Veracruz celles de Pueblo Viejo et de Pánuco, pour une population totale de 927 379 habitants.
Elle est limitrophe au nord, dans l'État de Tamaulipas, des municipalités de Tampico et de Ciudad Madero, à l'ouest, dans l'État de Veracruz, de celle de Pánuco, et au sud de celle de Tampico Alto.

## Composition et démographie
La municipalité était composée en 2010 de 110 localités.
| Localité          | Population |
| ----------------- | ---------- |
| Benito Juárez     | 14 015     |
| Anáhuac           | 13 657     |
| Ciudad Cuauhtémoc | 8 950      |
| Hidalgo           | 6 159      |

En plus de l'espagnol, plusieurs langues amérindiennes sont parlées dans la municipalité, dont les principales sont par ordre d'importance : le nahuatl et le huastèque.

## Histoire

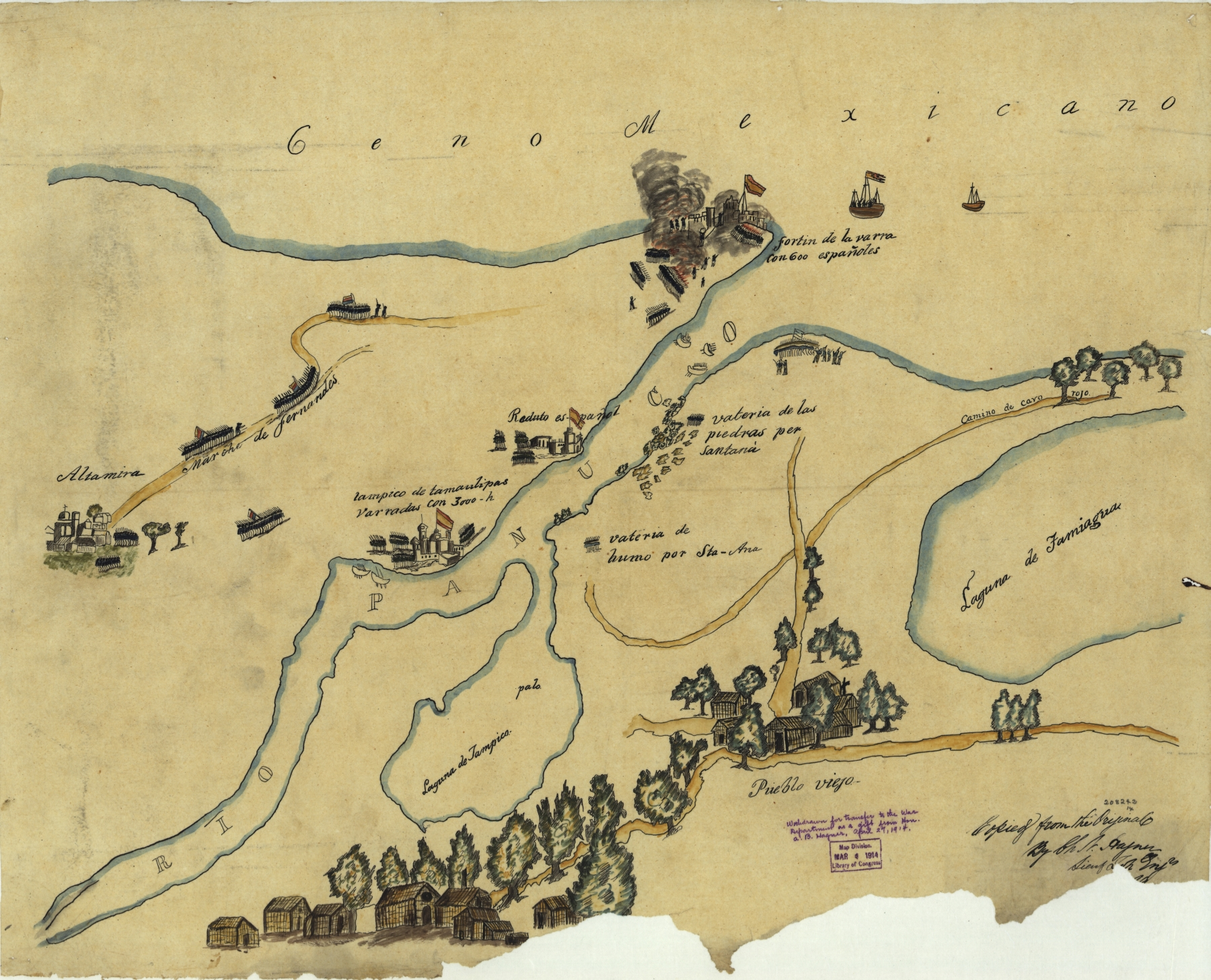
Carte montrant l'ancien site de San Luis Tampico, aujourd'hui Ciudad Cuauhtémoc

L'actuelle ville de Ciudad Cuauhtémoc a une histoire ancienne et mouvementée. Le site est en effet le lieu de la première fondation de Tampico, sous le nom de San Luis de Tampico, en 1554, par le frère francisain Andrés de Olmos, arrivé en 1524 au Mexique. Le nom de San Luis était celui de l'évêque de Tampico. À partir de 1749, des habitants de San Luis de Tampico commencent à quitter la ville pour un lieu plus au sud, qu'ils dénomment alors La Joya. Des conflits naissent très vite entre les habitants des deux lieux, amenant le comte de Sierra Gorda à intervenir et à officiellement refonder la ville de San Luis de Tampico sur ce nouveau site, aujourd'hui nommé Tampico Alto. La ville sera refondée une troisième fois plus au nord, en 1823, sur le site de l'actuelle ville de Tampico, dans l'État de Tamaulipas, près de l'estuaire du fleuve Río Pánuco.
La localité de Ciudad Cuauhtémoc accède en 1980 au rang de ville (ciudad).

## Économie
La municipalité abrite des réserves de gaz.

## Transports
La municipalité est desservie par l'Aéroport international de Tampico, situé au nord de la ville de Tampico.